# Hackney Diamonds
Hackney Diamonds — двадцять четвертий студійний альбом англійського гурту The Rolling Stones, випущений 20 жовтня 2023 року на лейблі Polydor. Це перший альбом з оригінальним матеріалом гурту з часів A Bigger Bang (2005) і перший після смерті барабанщика Чарлі Воттса у 2021 році, який встиг взяти участь у записі кількох пісень у 2019 році. Продюсером альбому став Ендрю Ватт, а серед запрошених артистів — Елтон Джон, Леді Гага, Пол Маккартні, Стіві Вандер та колишній басист гурту Білл Ваймен.
Hackney Diamonds отримав позитивні відгуки, деякі критики вважають його найкращим альбомом гурту за останні десятиліття. Його просуванню сприяли сингли «Angry», «Sweet Sounds of Heaven» та «Mess It Up». На підтримку альбому було запущено широку маркетингову кампанію. Hackney Diamonds посів перше місце у 20 країнах, включаючи Велику Британію, Австрію, Австралію, Грецію, Аргентину, Нідерланди та Німеччину. Це чотирнадцятий альбом Rolling Stones, який очолив UK Albums Chart в перший тиждень і знову 22 грудня, що зробило його першим різдвяним альбомом Rolling Stones номер один. Він став «золотим» у кількох країнах і «платиновим» у Австрії, Франції та Німеччині. У 2024 році «Роллінг Стоунз» вирушили у тур на підтримку альбому.

## Список пісень
| #     | Назва                    | Тривалість |
| ----- | ------------------------ | ---------- |
| 1.    | «Angry»                  | 3:46       |
| 2.    | «Get Close»              | 4:10       |
| 3.    | «Depending On You»       | 4:03       |
| 4.    | «Bite My Head Off»       | 3:31       |
| 5.    | «Whole Wide World»       | 3:58       |
| 6.    | «Dreamy Skies»           | 4:38       |
| 7.    | «Mess It Up»             | 4:03       |
| 8.    | «Live by the Sword»      | 3:59       |
| 9.    | «Driving Me Too Hard»    | 3:16       |
| 10.   | «Tell Me Straight»       | 2:56       |
| 11.   | «Sweet Sounds of Heaven» | 7:22       |
| 12.   | «Rolling Stone Blues»    | 2:41       |
| 48:23 |                          |            |

## Учасники запису
The Rolling Stones
- Мік Джаггер - вокал (крім «Tell Me Straight»), бек-вокал, гітара, ударні, губна гармоніка у «Dreamy Skies» і «Rolling Stone Blues»
- Кіт Річардс - бек-вокал, гітара, бас-гітара у піснях «Angry», «Dreamy Skies», «Tell Me Straight» і «Sweet Sounds of Heaven»; вокал у «Tell Me Straight»
- Ронні Вуд - бек-вокал, гітара, бас-гітара у «Driving Me Too Hard»

## Чарти

### Тижневі чарти
| Чарт (2023)                                        | Найвища позиція |
| -------------------------------------------------- | --------------- |
| Argentine Albums (CAPIF)                           | 1               |
| Австралія Australian Albums (ARIA)                 | 1               |
| Австрія Austrian Albums (Ö3 Austria)               | 1               |
| Бельгія Belgian Albums (Ultratop Flanders)         | 1               |
| Бельгія Belgian Albums (Ultratop Wallonia)         | 1               |
| Канада Canadian Albums (Billboard)                 | 8               |
| Croatian International Albums (HDU)                | 1               |
| Чехія Czech Albums (ČNS IFPI)                      | 2               |
| Данія Danish Albums (Hitlisten)                    | 1               |
| Нідерланди Dutch Albums (MegaCharts)               | 1               |
| Фінляндія Finnish Albums (Suomen virallinen lista) | 3               |
| Франція French Albums (SNEP)                       | 1               |
| Німеччина German Albums (Offizielle Top 100)       | 1               |
| Greek Albums (IFPI Greece)                         | 1               |
| Угорщина Hungarian Albums (MAHASZ)                 | 8               |
| Icelandic Albums (Tónlistinn)                      | 1               |
| Ірландія Irish Albums (OCC)                        | 1               |
| Italian Albums (FIMI)                              | 2               |
| Японія Japanese Albums (Oricon)                    | 5               |
| Japanese Combined Albums (Oricon)                  | 5               |
| Japanese Hot Albums (Billboard Japan)              | 4               |
| Lithuanian Albums (AGATA)                          | 68              |
| New Zealand Albums (RMNZ)                          | 1               |
| Норвегія Norwegian Albums (VG-lista)               | 1               |
| Португалія Portuguese Albums (AFP)                 | 1               |
| Шотландія Scottish Albums (OCC)                    | 1               |
| Slovak Albums (ČNS IFPI)                           | 11              |
| Іспанія Spanish Albums (PROMUSICAE)                | 2               |
| Швеція Swedish Albums (Sverigetopplistan)          | 1               |
| Швейцарія Swiss Albums (Schweizer Hitparade)       | 1               |
| Велика Британія UK Albums (OCC)                    | 1               |
| США Billboard 200                                  | 3               |
| США Top Rock Albums (Billboard)                    | 2               |

### Річні чарти
| Чарт (2023)                        | Позиція |
| ---------------------------------- | ------- |
| Austrian Albums (Ö3 Austria)       | 1       |
| Belgian Albums (Ultratop Flanders) | 12      |
| Belgian Albums (Ultratop Wallonia) | 17      |
| Dutch Albums (Album Top 100)       | 1       |
| French Albums (SNEP)               | 20      |
| German Albums (Offizielle Top 100) | 1       |
| Polish Albums (ZPAV)               | 46      |
| Spanish Albums (PROMUSICAE)        | 51      |
| Swiss Albums (Schweizer Hitparade) | 1       |
| UK Albums (OCC)                    | 27      |

## Сертифікації та продажі
| Регіон                                                      | Сертифікація | Продажі |
| ----------------------------------------------------------- | ------------ | ------- |
| Австрія (IFPI Austria)                                      | Платиновий   | 15 000  |
| Франція (SNEP)                                              | Платиновий   | 100 000 |
| Німеччина (BVMI)                                            | Платиновий   | 150 000 |
| Італія (FIMI)                                               | Золотий      | 25 000  |
| Нідерланди (NVPI)                                           | Платиновий   | 37 200  |
| Польща (ZPAV)                                               | Золотий      | 10 000  |
| Швейцарія (IFPI Switzerland)                                | Золотий      | 10 000  |
| Велика Британія (BPI)                                       | Золотий      | 100 000 |
| продажі+прослуховування, що базуються лише на сертифікаціях |              |         |